# Chemiré-le-Gaudin
 Chemiré-le-Gaudin  es una población y comuna francesa, situada en la región de Países del Loira, departamento de Sarthe, en el distrito de La Flèche y cantón de La Suze-sur-Sarthe.

## Demografía
| 846 | 784 | 762 | 803 | 819 | 901 | 934 | 958 | 990 | 996 |
| Para los censos de 1962 a 1999 la población legal corresponde a la población sin duplicidades (Fuente: INSEE [Consultar]) |     |     |     |     |     |     |     |     |     |